# سد رسول
سد رسول (به انگلیسی: Rasul Barrage) یک سد رودخانه‌ای در پاکستان است که در تحصیل جهلم واقع شده‌است.